# Jan Saudek
Jan Saudek (Praga, 13 maggio 1935) è un fotografo ceco.

## Biografia
Figlio di un direttore di banca, di origine ebraica e di madre non-ebrea, Jan Saudek nasce a Praga nel 1935. Con l'occupazione tedesca del marzo 1939 si trova a vivere la difficile esperienza dei bambini dell'Olocausto. Suo padre e diversi dei suoi fratelli maggiori sono deportati nel Campo di concentramento di Terezín, mentre Jan e il gemello Karel sono inviati in un centro per bambini di matrimonio misto vicino al confine con la Polonia.
Dopo la guerra comincia a dipingere e disegnare. Nel 1950 viene assunto presso una tipografia e dal 1954 al 1956 viene chiamato ad assolvere gli obblighi di leva. Nel 1958 sposa Marie, dalla quale avrà due figli: Samuel e David. Nel 1959 Marie gli regala la prima vera macchina fotografica, una Flexaret 6 x 6.
Nel 1963, ispirato dai lavori di Edward Steichen e dal catalogo della sua famosa esposizione a New York intitolata The Family of Man, decide di diventare un fotografo professionista.
Nel 1969 si reca per la prima volta negli USA, dove il curatore Hugh Edwards lo incoraggia a continuare nella sua professione di fotografo e all'università di Bloomington nell'Indiana inaugura la sua prima mostra personale.
Tornato a Praga, è costretto a lavorare in uno scantinato per evitare il controllo della polizia. Le sue prime fotografie erano stampate in bianco e nero o virate seppia. Verso la metà degli anni settanta, su pressione dei suoi clienti, prende la decisione di colorare ad acquerello le sue stampe in bianco e nero, dando vita ad uno stile particolare e riconoscibile.
I suoi temi principali sono l'erotismo e il corpo femminile, che Saudek carica di simboli religiosi e politici di corruzione e innocenza. Spesso raffigura scene oniriche, dipinte a mano, in cui figure nude o seminude vengono ritratte sullo sfondo di una parete dall'intonaco scrostato, che altro non è che la parete del suo scantinato. Altro tema ricorrente della fotografia di Saudek è l'evocazione dell'infanzia. Spesso Saudek ritrae lo stesso soggetto, nella stessa posa, a distanza di anni per descrivere il trascorrere del tempo.
Nel 1970 Saudek si separa dalla moglie Marie. La sua reputazione internazionale cresce sempre di più e molte sono le collaborazioni di prestigio e le esposizioni dei suoi lavori, ad Anversa, Bruxelles, Bonn, Losanna, Parigi, Chicago. Nel 1983 viene pubblicata la prima monografia su Saudek, "Il mondo di Jan Saudek", in lingua inglese, tedesca e francese, mentre due anni prima in Italia, con la prefazione di Giuliana Scimé, con testo anche in inglese, era uscito il suo primo volume di fotografie in bianconero: ventotto immagini al femminile in una piccolo volumetto rilegato con sovraccoperta intitolato Il teatro della vita.
Nel 1984, dopo anni di lavoro in una fabbrica, il governo comunista gli concede un permesso così che, libero dal vincolo del salario settimanale, dedica tutte le sue capacità e il suo tempo alla fotografia artistica.
Saudek vive e lavora tuttora a Praga. Suo fratello gemello Karel, in arte Kája Saudek, (1935-2015) è stato un prestigioso fumettista e illustratore.
Alcuni lavori di Saudek sono entrati nella cultura popolare occidentale, riprodotti su poster e copertine di dischi.